# Леонтьєв Олександр Михайлович
Леонтьєв Олександр Михайлович (14 жовтня 1902 , Артемово, Грязовецький повітd, Вологодська губернія, Російська імперія  — 29 жовтня 1960 , Москва ) — керівник Головного управління робітничо-селянської міліції, генерал-лейтенант.

## Біографія
Народився в сім'ї селянина. Освіта середня, закінчив 4-х класне початкове училище і перше піхотне училище в Ленінграді (1930). Член комуністичної партії Радянського Союзу з 1927.
В органах внутрішніх справ і державній безпеки з 1919. Службу починав міліціонером, потім інспектором карного розшуку. З 1923 — у військах ОГПУ: червоноармієць, потім молодший командир в 3-му Ленінградському полку військ ОДПУ. З 1926 — уповноважений, потім старший уповноважений 7-го ПОГО (прикордонний загін) ОГПУ. З 1932 по 1938 інспектор, старший помічник начальника відділення, заступник начальника відділення 1-го відділу Управління прикордонної охорони і військ ГПУ ПП ОГПУ по ЛенВО (потім УПВО УНКВС по Ленінградській області). З 1938 в центральному апараті ГУПВ НКВД СРСР: начальник відділення, заступник начальника відділу.
За кордоном у 1939–1940 роках у Німеччині (третій рейх) у складі Урядової комісії з демаркації кордону.
З 1940 обіймав наступні посади:
- Заступник начальника 1-го Управління ГУПВ НКВС СРСР (квітень 1940 — березень 1941;
- Начальник 2-го відділу 1-го Управління ГУПВ НКВС СРСР (11 березня — червень 1941);
- Заступник начальника Штабу винищувальних батальйонів НКВС (25 червня — серпень 1941), Північно-Західний фронт.
- Заступник начальника УНКВС по Калінінської області, начальник Бологовского ГО НКВС (15 серпня — вересень 1941);
- Заступник начальника відділу по боротьбі з бандитизмом НКВС СРСР (30 вересня 1941 — 18 лютого 1942);
- Начальник Можайського сектора охорони Московської зони НКВС СРСР (з жовтня 1941).
- Заступник начальника ГУПВ НКВД — начальник Розвідувального відділу ГУПВ (18 лютого — 28 квітня 1942)

З 28 квітня 1942 по 4 травня 1943 був заступником начальника ГУВВ НКВС СРСР і начальник Головного управління військ НКВС СРСР з охорони тилу діючої армії. Очолив проведення операцій по боротьбі з дезертирами, диверсійними групами противника, виявленню шпигунів серед місцевого населення. Начальник Головного управління військ з охорони тилу діючої Червоної Армії НКВС СРСР (4 травня — вересень 1943). З 13 вересня 1943 по 1 грудня 1944 начальник Відділу по боротьбі з бандитизмом НКВС СРСР (з 1 грудня 1944 — Головне управління по боротьбі з бандитизмом). На цій посаді в завдання Леонтьєва входила не тільки боротьба з організованими злочинними бандами (яких до кінця війни також з'явилося багато), але і проведення операцій проти повстанських загонів націоналістів у Західній частині СРСР.
Начальник Головного управління по боротьбі з бандитизмом НКВС — МВС СРСР (1 грудня 1944 — 10 березня 1947). Начальник Головного управління міліції МВС СРСР (10 березня 1947 — 17 жовтня 1949). Начальник Головного управління міліції МДБ СРСР (17 жовтня 1949 — березень 1953). Член Колегії МДБ СРСР (3 січня 1951 — 11 березня 1953).
Після смерті І. В. Сталіна в 1953 був знятий з поста начальника ГУМ і переведений з великим зниженням на посаду заступника начальника прикордонних військ Ленінградського військового округу. Наказом МВС СРСР № 1324 від 18 травня 1954 звільнений у відставку через хворобу.